# Renee Duprel
Renee Duprel, née en 1965 ou 1966 à Bellevue, est une coureuse cycliste professionnelle américaine.

## Palmarès sur piste

### Championnats du monde
- Lyon 1989
  - 7e de la vitesse
- Maebashi 1990
  -  Médaillée d'argent de la vitesse
- Stuttgart 1991
  - 6e de la vitesse

### Jeux Panaméricains
- Indianapolis 1987
  - 2e de la vitesse

### Championnats des États-Unis
- 1990
  -  Championne des États-Unis de la vitesse
- 1991
  -  Championne des États-Unis de la vitesse

### Autre
- 1988
  - 3e à Paris - sprint